# Ancyluris sepyra
Ancyluris sepyra är en fjärilsart som beskrevs av William Chapman Hewitson 1877. Ancyluris sepyra ingår i släktet Ancyluris och familjen Riodinidae. Inga underarter finns listade i Catalogue of Life.